# 사회운동론
사회운동론은 사회 운동이 발생하는 이유, 운동의 형태, 잠재적인 사회적, 문화적, 정치적 결과를 설명하는 사회과학 내부의 학문 간 연구다.

## 집단 행동
1900년대 초와 중기의 사회학자들은 움직임을 사람들이 통제 불능한 상황에서 감정적으로 반응하려고 하는 개인의 무작위 행동이라고 생각했다. 또는, “대중 사회”가설이 제시한 것처럼, 운동 참가자는 사회와 완전히 통합되지 않은 사람들이다. 비록 많은 사람들이 여전히 감정의 중요성(중심은 아니지만)에 대해 주장을 하고 있지만, 이러한 많은 심리학적 이론들은 오늘날의 사회학자와 정치학자들에게 주로 거부되어왔다. Gustav LeBon, Herbert Blumer, William Kornhauser, Neil Smelser의 연구 참고.

## 프레이밍
일부 주장에 따르면, 운동가들은 그들의 사회 운동을 대신해 언론, 엘리트, 호의적인 협력자, 잠재참여자들을 포함한 청중들과 "재결합"을 한다. 성공적인 프레임은 문화적 이해의 공유(예: 권리, 도덕)에 의존한다. 이 관점은 사회적 구성주의 존재론에 확고히 뿌리를 두고 있다. 로버트 벤포드와 David A. Snow의 작업 참고. 지난 10년 동안, 정치적 기회 이론가들은 프레임의 관점을 부분적으로 이용해왔다. 이러한 현상은 사회운동의 정치이론이라고 불린다.

## 신사회운동
유럽으로부터 영향을 받은 신(新) 사회운동론은, 오늘날의 사회운동이 과거의 사회운동들과는 분명히 다르다고 주장한다. 계급 투쟁을 하는 과거의 노동운동과는 달리 현대 사회운동(반전, 환경, 시민권, 페미니즘 등)은 사회적·정치적 투쟁을 하게 된다.(Alain Touraine 참조). 신 사회운동 참여 동기는 탈물질 정치와 "신 중산층"이 제안하는 새로운 개념의 한 형태이다. Ronald Inglehart, Jürgen Habermas, Alberto Melucci, Steve Buechler의 연구 참고. 이 연구는 Charles Tilly와 같은 저명한 미국 학자들이 '정체성'을 지속적으로 강조하도록 영향을 끼쳤다.

## 정치적 기회/정치적 과정
특정 정치적 맥락은 잠재적인 사회 운동에 도움이되거나 대변하게 된다. 이러한 정치 풍조는 특정 사회 운동이나 일반적인 사회 운동 활동을 선호하거나 기피할 수 있다. 예를 들어, 정치적 맥락을 통해 잠재적 사회운동가에게 신호를 보낼 수 있으며, 구조적으로 사회 운동의 가능성을 허가하게 된다. 또한 정치적 기회는 정치적 양보, 사회 운동 참여, 사회 운동 모금을 통해 실현될 수 있다. 정치적 기회에는 다음이 포함될 수 있다:
1. 정치적 의사 결정권 접근성 증대
2. 엘리트 지배 계급의 지지 불안정성(엘리트 계급 간 충돌)
3. 사회운동을 도울 수 있는 엘리트 동맹에 대한 접근
4. 불만을 억압하려는 국가의 역량과 경향 감소[5][6][7][8]

## 합리적 선택
합리적 선택 이론에 따르면 개인은 전략적으로 기회비용과 편익을 평가하고, 최대 효용을 얻을 수 있는 행동을 선택하는 합리적 행위자이다. 이 관점에서의 초기 연구 문제는 집단 행동 문제(개인이 집단 행동에 참여하지 않아도 집단 행동으로 인해 이득을 얻는다면 왜 집단행동에 참여하는가)이다. Mancur Olson, Mark Lichbach, Dennis Chong
정치적 저항과 사회 운동 이론에서 Karl-Dieter Opp은 합리적 선택 이론에 수많은 문화적 개념을 도입했으며, 몇몇의 다른 접근법이 합리적 선택 이론을 인정하지 않고 은밀하게 합리적 선택의 가정에 의존한다는 것을 보여준다.

## 상대적 보존
사람들은 특히 다른 사람들과의 관계나 그들의 기대와 관련하여 박탈감이나 불평등감에 휩싸이게 된다. 첫 번째 관점에서는 참가자들은 더 많은 권력, 경제적 자원 혹은 지위를 가진 다른 사람들을 보고 그들 자신을 위해 이와 같은 것들을 얻으려고 노력한다. 두 번째 관점에서는 지속적으로 개선되는 상황(특히 개선되는 경제)이 중단되고 더 악화될 때, 사람들은 반역자가 될 것이다. 이때, 사람들은 그들의 기대가 실제 자원 상황(‘J-Curve 이론’ 이라고도 불림)을 초과했기 때문에 운동에 동참할 것이다. James Davies, Ted Gurr, Denton Morrison의 연구를 참고하세요

## 자원 동원
사회 운동은 무엇보다도 조직이 필요하다. 조직은 자원을 획득한 후 배치하여 잘 정의된 목표를 달성할 수 있다. 이 이론의 일부 설명은 이용가능한 자원을 효율적으로 사용하는 자본주의 기업과 유사한 움직임이 작동한다고 본다. 학자들은 다음과 같은 다섯 가지 자원의 유형을 제안했다
1. 자원(돈, 물리적 자본)
2. 도덕(단성, 운동의 목표에 대한 지지)
3. 사회 조직(조직 전략, 소셜 네트워크, 연합 보충)
4. 인간(자원봉사자, 직원, 지도자)
5. 문화(사전 활동 경험, 이슈에 대한 이해, 집단 행동 노하우)

## 사회운동영향론
이 업무의 주체는 사회 운동이 사회에 미치는 영향과, 어떤 요소들이 그러한 영향을 초래했는지 평가하는 데 초점을 맞추고 있다. 사회운동의 영향은 개인, 기관, 문화 또는 정치체제에 반향을 일으킬 수 있다. 정치적 영향이 가장 많이 연구되었지만, 다른 수준에 미치는 영향도 최소한 그만큼 중요할 수 있다. 영향이론은 방법론적 문제가 많기 때문에 사회운동이론의 주요 분야 중 가장 덜 연구되고 있다. 그럼에도 불구하고 영향 이론은 폭력의 효과, 엘리트와 정치적 동맹의 중요성 그리고 일반적인 상황 속 대중 운동의 기관 등에 대한 노쟁을 불러일으켰다.

## 1990년대의 사회 운동 연구
1990년대 말, 두 권의 책 Alberto Melucci의 'Challenging Codes'와 James M. Jasper의 'The Art of Moral Protest'는 사회 운동 연구의 문화적 전환점을 개괄하였다. Melucci는 사회 운동, 특히 신-사회운동의 목적으로 집단 정체정의 창조에 초점을 맞췄다. Jasper는 신-사회운동은 참여자들에게 그들의 도덕적 직관과 원칙을 정교하고 명확하게 표현할 기회를 제공한다고 주장했다.
두 학자는 사회운동에서 감정의 중요성을 인지하였고, 특히 Jasper는 체계적으로 이 개념을 발전시켰다. 그는 Jeff Goodwin과 Francesca Polletta와 함께 1999년 뉴욕에서 컨퍼런스를 개최하였는데, 그 때 많은 학자들이 저항과 사회운동의 지적인 의제에 감정이라는 개념을 포함시키게 되었다. 그 이후 Jasper는 저항의 감정적 역학에 대해서 계속해서 집필하고 있다.
1999년, Goodwin 과 Jasper는 정치 기회가 의미, 감정, 대리라는 것을 배제한 채 개념으로서 너무 구조적이라는 것을 보여주기 위해 Jasper의 문화적 접근법을 통해 지배적인 정치적 기회 패러다임에 대한 비판을 발표하였다. Charles Tilly와 많은 다른 학자들이 종종 독설을 퍼부었다.
또한 <도덕 개신교 예술>에서 Jasper는 전략적인 상호작용이 문화와 구조 모두에서 독립된 중요한 논리를 가지고 있다고 주장했고, 2006년에 그는 이러한 주장을 가지고 그의 길을 향해 나아갔다. 문화적, 감정적, 그리고 작인적인 방법으로 전략적 참여를 연구하기 위해 개발된 어휘, 실제 삶에서의 전략적 딜레마. 그 무렵 그의 행동론은 실용주의와 상징적 상호작용에 더 가까이 접근하고 있었다. 같은 시기, 위스콘신 사회이론가 Mustafa Emirbayer는 감정과 사회 운동에 대해 비슷한 방식으로 글을 쓰기 시작했지만, 더 노골적으로 그의 사상을 사회학적 사상의 역사로부터 끌어내기 시작했다. 프랑스에서 Daniel Cefa ï는 집단행동과 사회운동에 관한 포괄적인 역사와 생각의 종합인 ‘Pourquoi se mobilise-t-on’ 와 비슷한 결론에 도달했다.